# Porsangerfjorden
Porsangerfjorden (płn.-lap. Porsáŋgguvuotna; kweń. Porsanginvuono) – fiord w okręgu Finnmark, w północnej Norwegii. Na jego terenie znajdują się dwie gminy: Nordkapp oraz Porsanger. Na północy fiord zamyka Facet Helnes na wyspie Magerøya od zachodu oraz Sværholtklubben na Sværholthalvøya od wschodu.

Porsangerfjorden podczas odpływu

Miasto Lakselv jest położone w najgłębszej części fiordu, najbardziej oddalonej od Morza Barentsa. Oprócz niego znajduje się na tym terenie kilka wiosek rybackich. W północnej części znajduje się miejscowość Honningsvåg oraz wioska rybacka Repvåg.
Na fiord od strony zachodniej składają się na północy dwa fiordy: Lafjorden i Kåfjorden. Dalej na południe znajdują się: Smørfjorden i Olderfjorden. Tu zaczyna się droga E69 biegnąca wzdłuż wybrzeża do Honningsvag. Dalej na południe znajduje się jeszcze fiord Billefjord.
Od strony wschodniej w skład Porsangerfjorden wchodzi Laksefjorden. Część wschodnia praktycznie jest niezamieszkana. Najbardziej wysuniętą osadą na północ jest Kjæs, a największą po tej stronie zatoki jest Indre Brenna.
Porsangerfjorden ma 123 km długości i jest czwartym pod tym względem fiordem w Norwegii. Szerokość fiordu waha się w granicach od 10 do 20 km. Fiordy zbudowane są ze skał dolomitowych, są mocno powcinane tworząc niewielkie malownicze zatoki. 
W zatoce znajduje się wiele łańcuchów wysp (szczególnie po zachodniej stronie fiordu), jedna z największych to Reinøya. W jego południowej części często zdarza się podczas odpływu, że można przejść na drugi brzeg po jego dnie. W północnej części głębokość fiordu może osiągać nawet 300 m głębokości (największa głębokość występuje w okolicach Nordkapp – koło wyspy Tamsøya – wynosi 310 m).